# Windpark Sindersdorf
Der Windpark Sindersdorf ist ein im Jahr 2016 in Betrieb genommener Windpark in der bayerischen Gemeinde Hilpoltstein in Deutschland.

## Geographische Lage
Der Windpark liegt auf der Jurahochfläche der Südlichen Frankenalb zwischen den Ortsteilen Pierheim im Norden, Jahrsdorf im Westen und Sindersdorf im Südosten auf dem Lettenfeld. Etwa 100 Meter westlich des Windparks verläuft die Bundesautobahn 9 und die Schnellfahrstrecke Nürnberg–Ingolstadt.

## Betreiber
Betreiber ist das Münchner Energieversorgungsunternehmen Green City Energy AG. Baubeginn war im November 2015, die erste Anlage ging im März 2016 ans Netz. Die offizielle Einweihung fand am 21. Juni 2016 im Rahmen eines Bürgerfestes statt.

## Technik
Zum Einsatz kommen zwei Windkraftanlagen des Typs GE 120-2,75 mit einer Leistung von jeweils 2,75 MW, einem Rotordurchmesser von 120 Metern und einer Nabenhöhe von 139 Metern. Damit ergibt sich eine Gesamthöhe der Anlagen von 199 Metern. Die prognostizierte Jahresstromerzeugung beträgt ca. 12 GWh, was dem Jahresstrombedarf von 3.500 Haushalten entspricht.